# Сіліштя (Арджеш)
Сіліштя (рум. Siliștea) — село у повіті Арджеш в Румунії. Входить до складу комуни Кетяска.
Село розташоване на відстані 89 км на захід від Бухареста, 19 км на південний схід від Пітешть, 107 км на північний схід від Крайови, 111 км на південний захід від Брашова.

## Населення
За даними перепису населення 2002 року у селі проживали 533 особи, усі — румуни. Усі жителі села рідною мовою назвали румунську.